# 마츠모토 타카시 (작사가)
마쓰모토 다카시(松本 隆, 1949년 7월 16일 ~ )는 일본의 작사가이자 전직 음악가이다. 록 밴드 해피엔드에서 드럼 연주자와 작사가로 활동했었다.